# Moh Kouyaté
Pour les articles homonymes, voir Kouyaté.
Moh Kouyaté ou Moh! Kouyaté, né le 21 avril 1977 à Conakry, est un chanteur et guitariste guinéen installé à Paris.
Ses compositions dressent un pont entre les sources mandingues et les inspirations contemporaines du blues, du jazz ou de la pop.

## Premières années en Guinée
Issu d'une famille de djelis (griots), il s'adonne tout d'abord à l'apprentissage du balafon, instrument emblématique de la tradition mandingue, dont les potentiels autant rythmiques que mélodiques mettent en valeur des chants qui célèbrent le courage et la solidarité, qui instruisent ou consolent. Si son père lui transmet ses premiers rudiments de guitare, c'est sa grand-mère qui l'incite à se couler dans la tradition familiale et lui offre son premier instrument à cordes : « Elle a eu un rôle très particulier dans ma vie. Je dormais chez elle, je mangeais avec elle, elle m’apportait beaucoup d’amour. C’est elle qui m’a acheté un ukulélé au marché, quand j’avais une douzaine d’années, et qui m’a dit qu’un jeune griot devait jouer et aussi chanter ».
Il n'a alors de cesse d'apprivoiser les cordes, jouant les mêmes airs des journées entières jusqu'à ce que le corps s'imprègne des mélodies et des chants, au point d'en être le lieu sûr de la mémoire. Il aime tout particulièrement la simplicité de ces mélodies, immédiatement reconnaissables, qui parlent aux cœurs des gens, avec authenticité. Si dans un premier temps, il garde secrets ses mots, il suit bien vite l'injonction de sa grand-mère à suivre les traces de ses ancêtres et se met au chant.
Dès son adolescence, il accompagne son père dans les cérémonies et les fêtes, mais prend vite son envol et crée son propre groupe, le Conakry Cocktail, qui marquera les soirées de la capitale guinéenne, Conakry. Beaucoup de ses musiciens sont des frères, Moh! Kouyaté étant fidèle à une tradition qui fait de la famille le lieu privilégié de la pratique et de la transmission musicales. Aux influences en forme d'hommage aux icônes de la musique guinéenne que sont le Bembeya Jazz et son guitariste Sékou Diabaté, le guitariste de Salif Keïta, Ousmane Kouyaté, et par-dessus tout Sory Kandia Kouyaté, il mêle les accents plus contemporains d'un George Benson, d'un Carlos Santana ou d'un Ben Harper. Jimi Hendrix semble parfois guider les doigts de Moh! Kouyaté quand il se lance dans des improvisations libres, même s'il s'interdit de se comparer au sorcier jamais égalé de la guitare,,,,,,

## Rencontres importantes
Sa rencontre au début des années 2000 avec le bluesman américain Corey Harris est déterminante. Le dialogue, autant musical qu'humain, s'installe naturellement, avec évidence : le partage d'une même source, d'un langage resté commun par-delà l'exil, la déportation de triste mémoire d'ancêtres envoyés de force de l'autre côté de l'océan. Il part alors en tournée avec Corey Harris aux États-Unis et en Europe, où il s'installe en 2007.
Il devient alors sideman de la chanteuse Fatoumata Diawara, accompagne son compatriote Ba Cissoko, investit autant les grands plateaux de festivals européens, que les cafés ou les jams parisiens, lieux de rencontres multiples et d'expérimentations en tous genres.
Ses textes s'imprègnent de l'ambiance d'un instant, d'un lieu ou d'une rencontre, et perpétuent la célébration de la paix, de la solidarité et de la vie. Ils veulent avec simplicité, donner du courage, chanter l'espoir et l'amour. Savoir d'où l'on vient pour mieux se projeter dans l'avenir, partager un regard sur le monde, questionner nos identités sont autant de thèmes chantés par Moh! Kouyaté, en mandingue, soussou ou français.

## Installation en France
Après son installation en France, il sort un premier album, Cilo, puis un deuxième, Loundo (qui signifie « Un jour » en mandingue), fruit de longues années de maturation et remarqué par la presse.
Ses concerts font voyager le public dans un monde à la fois familier et inouï, invitent à la danse autant qu'à l'écoute attentive, mêlant moments intimistes à l'énergie parfois furieuse d'inspirations urbaines.
Moh! Kouyaté enchaîne les concerts (Banlieues Bleues, Musiques Métisses, WOMAD, Chorus des Hauts-de-Seine, Le Plan, Africa Festival, Sakifo Musik Festival, Womex, etc.) et continue de bâtir sa carrière sur les fondations de son apprentissage. Soucieux de partage, armé de sa double culture, il reste à l'écoute des attentes des jeunes artistes guinéens, dans l'espoir de pouvoir prendre part au développement de la scène artistique de la Guinée, en s'appuyant sur son expérience acquise et ses réseaux construits en Europe.  
Il est en résidence à l'IFC de Pointe-Noire, en 2016 et 2017, qui se conclut par une création avec des musiciens congolais, et la reprise de son duo avec le bluesman américain Corey Harris.
Après près de deux années de tournées Loundo, il sort son troisième album, Fe Toki, en septembre 2017 , dont il donne la première présentation live au New Morning à Paris.